# Sz. Nagy Ildikó
Sz. Nagy Ildikó (Kisújszállás, 1960. november 13. –) magyar színésznő.

## Élete
Zenei általános iskolát végzett, 1975-től a debreceni Kodály Zoltán Zeneművészeti Konzervatóriumban fagott, később ének szakra járt. A fagott mellett hat évig csellózott is. Budapestre kerülése után sok helyen próbálkozott, végül a Vidám Színpad tagja lett, ahol a Telepódium produkcióban szerepelt. 1982-ben csatlakozott a Rock Színházhoz. A színház előadásairól megjelent hanghordozók közreműködője, de Deák Bill Gyula Mindhalálig blues című lemezén is énekelt. Sz. Nagy Ildikó 1996-tól a Budapesti Operettszínház tagja.
Férje Csuha Lajos rockzenész, zeneszerző, színész. Leányuk Csuha Borbála szinkronszínésznő.

### Színházi szerepei
| Előadás                          | Szereplő                  | Színház                                | Premier |
| -------------------------------- | ------------------------- | -------------------------------------- | ------- |
| A bábjátékos                     |                           | Rock Színház                           | 1985    |
| A bestia                         | Lukrécia                  | Rock Színház                           | 1989    |
| Abigél                           | Gigus tanárnő             | Budapesti Operettszínház               | 2008    |
| Abigél                           | Truth tanárnő             | Budapesti Operettszínház               | 2008    |
| Abigél                           | Hajdú tanárnő             | Budapesti Operettszínház               | 2008    |
| Abigél                           | Mimó néni, Róza néni      | Budapesti Operettszínház               | 2008    |
| A krónikás                       | Mikál hercegnő            | Rock Színház                           | 1984    |
| A krónikás                       | Eszter                    | Rock Színház                           | 1984    |
| A kutya, akit Bozzi úrnak hívtak | Anna                      | Budapesti Operettszínház               | 2001    |
| A muzsika hangja                 | Zsófia nővér              | Budapesti Operettszínház               | 2001    |
| Anna Karenina                    | Dolly                     | Rock Színház                           | 1994    |
| A nyomorultak                    |                           | Rock Színház                           | 1988    |
| A Szépség és a Szörnyeteg        | Madame de la Nagy Böhöm   | Budapesti Operettszínház               | 2010    |
| A Szépség és a Szörnyeteg        | Madame de la Nagy Böhöm   | Budapesti Operettszínház – német turné | 2010    |
| Cafe Rock                        | Bündi                     | Rock Színház                           | 1985    |
| Dorian Gray                      | Yvette                    | Rock Színház                           | 1990    |
| Egy tenyér ha csattan            | Mirtill                   | Rock Színház                           | 1990    |
| Elisabeth                        | Eszterházy grófnő         | Szegedi Szabadtéri Játékok             | 1996    |
| Elisabeth                        | Eszterházy grófnő         | Szegedi Szabadtéri Játékok             | 2009    |
| Elisabeth                        | Eszterházy grófnő         | Budapesti Operettszínház               | 1996    |
| Elisabeth                        | Eszterházy grófnő         | Budapesti Operettszínház               | 2002    |
| Elisabeth                        | Eszterházy grófnő         | Budapesti Operettszínház               | 2007    |
| Elisabeth                        | Eszterházy grófnő         | Budapesti Operettszínház               | 2012    |
| Elisabeth                        | Eszterházy grófnő         | Budapest Aréna                         | 2025    |
| Ének az esőben                   | Dora Bailey, Miss Dismore | Szegedi Szabadtéri Játékok             | 2016    |
| Ének az esőben                   | Dora Bailey, Miss Dismore | Budapesti Operettszínház               | 2017    |
| Én és a kisöcsém                 | Lakinger Hugóné           | Budapesti Operettszínház               | 2015    |
| Én és a kisöcsém                 | Lakinger Hugóné           | Szegedi Szabadtéri Játékok             | 2016    |
| Evita                            |                           | Rock Színház                           | 1984    |
| Evita                            | Eva Perón                 | Rock Színház – német turné             | 1987    |
| Ghost                            |                           | Budapesti Operettszínház               | 2013    |
| Hair                             |                           | Rock Színház                           | 1985    |
| Hegedűs a háztetőn               | Sejndl                    | Budapesti Operettszínház               | 2021    |
| Hotel Menthol                    | Punch                     | Budapesti Operettszínház               | 1998    |
| Ifipark                          | Gizike, Nudlik Joli       | Rock Színház – Sztárock Színháza       | 2002    |
| Jekyll és Hyde                   | Lady Beaconsfield         | Budapesti Operettszínház               | 2022    |
| Jézus Krisztus Szupersztár       | Asszony a tűznél          | Rock Színház                           | 1991    |
| La Mancha lovagja                | Házvezetőnő               | Budapesti Operettszínház               | 2020    |
| Légy jó mindhalálig              | Pósalaky gazdasszonya     | Rock Színház – Arizóna Színház         | 1990    |
| Marie Antoinette                 |                           | Budapesti Operettszínház               | 2016    |
| Menyasszonytánc                  | Lenke                     | Budapesti Operettszínház               | 2010    |
| Menyasszonytánc                  | Anya (Vilma)              | Budapesti Operettszínház               | 2019    |
| Miss Saigon                      |                           | Rock Színház                           | 1994    |
| Miss Saigon                      |                           | Budapesti Operettszínház               | 2011    |
| Mozart!                          |                           | Budapesti Operettszínház               | 2003    |
| Rémségek kicsiny boltja          | Sindy                     | Rock Színház                           | 1994    |
| Rómeó és Júlia                   |                           | Budapesti Operettszínház               | 2004    |
| Rudolf                           | Helga                     | Budapesti Operettszínház               | 2006    |
| Sakk                             |                           | Rock Színház                           | 1992    |
| Sakk                             | Szvetlána, tévébemondó    | Rock Színház                           | 1995    |
| Sweet Charity                    |                           | Budapesti Operettszínház               | 2003    |
| Szép nyári nap                   | Rózsika                   | Budapesti Operettszínház               | 2009    |
| Sztárcsinálók                    |                           | Rock Színház                           | 1982    |
| Sztárcsinálók                    | Agrippina                 | Rock Színház                           | 1992    |
| Van, aki forrón szereti          |                           | Budapesti Operettszínház               | 1997    |
| West Side Story                  | Minnie                    | Rock Színház                           | 1982    |

### Filmszerepei
- Kismaszat és a Gézengúzok (1984)
- Örök hűség (2022)

### Szinkronszerepei
- Zsákutca (Jacqueline)
- New York, New York (Bernice Bennett)
- Lábujjhegyen (Zenaida)
- Jöttünk, láttunk, visszamennénk (Visszafiatalított öreg nő)
- Mózes (Ai)
- Végig az úton (Nina Casselman)
- Faculty - Az invázium (Rosa Harper nővér)
- Gyémántember (Fran)
- Amélie csodálatos élete (Eva)
- Se veled, se nélküled (Linda)
- Pók (Gladys)
- Ütközéspont (Mina Dunne)
- InuYasha (Kagome anyja)
- Doc Martin (Mrs. Tishell)
- Mrs. America (Lottie Beth Hobbs)
- Új szerelem karácsonyra (Ben anyja)